# Patinet de gel

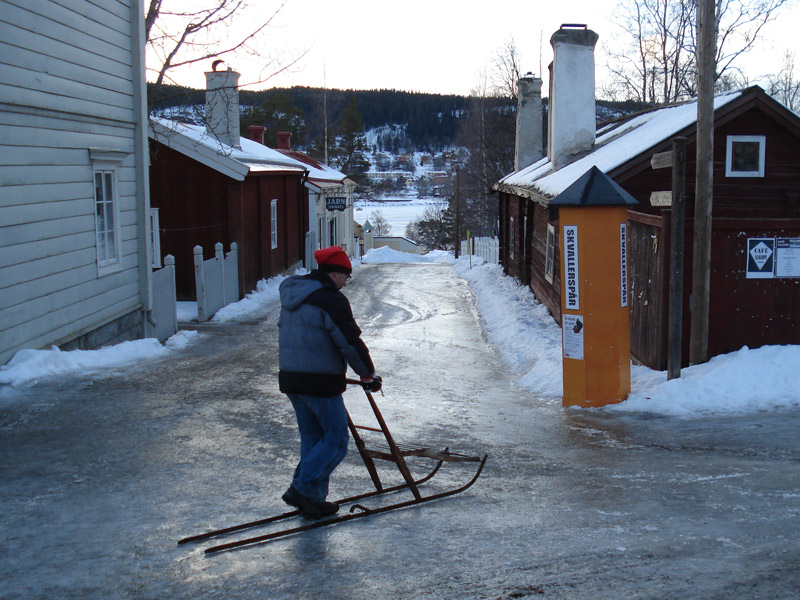
Ciutadà català desplaçant-se amb patinet de gel amb fre de peu. Museu a l'aire lliure Jamtli, Östersund, Suècia.

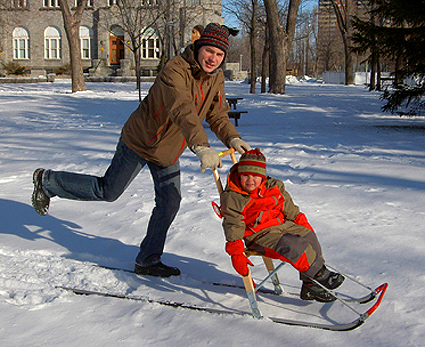
Ciutadà escandinau desplaçant-se amb patinet de gel amb un infant.

Un patinet de gel (en suec Spark o Sparkstötting) és un vehicle propi dels països escandinaus, proveït de patins en lloc de rodes i d'un manillar per a governar-lo, amb el qual hom es desplaça fent-lo lliscar sobre la neu o el glaç.
El patinet de gel clàssic consisteix en un seient amb respatller, que fa de manillar, amb dos petges sobre els dos llargs patins. Alguns tenen fre de peu. També hi ha patinets de gel sense seient, els quals tenen només un patí, i un pal amb manillar per a governar-lo.